# Вернер Мумерт
Вернер Мумерт (нім. Werner Mummert; нар. 31 березня 1897, Люттвіц, Саксонія — пом. 28 січня 1950, табір військовополонених поблизу Шуя, Івановської області) — німецький воєначальник часів Третього Рейху, генерал-майор (1945) Вермахту. Один з 160 кавалерів Лицарського хреста Залізного хреста з дубовим листям та мечами (1944).

## Біографія
Вернер Мумерт народився 31 березня 1897 у саксонському місті Люттвіц.
Військова кар'єра
- 1914 — волонтер
- 22 травня 1916 — віце-вахмістр резерву
- 22 травня 1916 — лейтенант резерву
- 18 серпня 1917 — лейтенант

- 1936 — обер-лейтенант резерву
- 1938 — ротмістр резерву
- 1 вересня 1939 — СС-штурмбаннфюрер
- 1940 — гауптман резерву
- 1 грудня 1941 — майор резерву
- 18 вересня 1942 — оберст-лейтенант резерву
- 1 вересня 1943 — СС-оберштурмбаннфюрер
- 1 лютого 1944 — оберст резерву
- 1 лютого 1944 — СС-штандартенфюрер
- 1 лютого 1945 — генерал-майор резерву

З початком Першої світової війни пішов добровольцем на фронт, бився в лавах кінноти Саксонської армії на Західному фронті. У 1916 отримав перше офіцерське звання лейтенант. 16 червня 1918 за бойові заслуги на передовій удостоєний саксонського військового ордену Святого Генріха. У грудні 1918 після війни звільнився з лав армії.
У 1936 відновився на службі у збройних силах Німеччини, у званні лейтенанта Вермахту. Також був членом СС, мав військове звання СС-оберштурмбанфюрер 16-го полку СС «Рейтерштандарте». З початком Другої світової війни на різних командних посадах у 4-й та 256-й піхотних дивізіях Вермахту. Брав участь у Польській і Французькій кампаніях.
З 22 червня 1941 року з початком операції «Барбаросса» брав активну участь в німецько-радянській війні, командир розвідувального батальйону 256-ї піхотної дивізії. Бої в Білорусі, потім на підступах до Великих Лук. З грудня 1941 року — майор. У січні 1942 року нагороджений Золотим німецьким хрестом. Потім бої в районі Ржева, 17 серпня 1942 року нагороджений Лицарським хрестом, з вересня 1942 року — оберст-лейтенант.
З січня 1944 року — командир гренадерського полку 14-ї танкової дивізії, з лютого 1944 — оберст. На чолі свого полку бився в Україні, в районі Кіровограда та Черкас. У березні 1944 року нагороджений дубовим листям до Лицарського хреста. Важко поранений, евакуйований до Німеччини. У жовтні 1944 року нагороджений мечами (№ 107) до Лицарського хреста з дубовим листям.
У листопаді 1944 року оберст Мумерт призначений командиром 103-ї танкової бригади (у Східній Пруссії).
З січня 1945 командир танкової дивізії «Мюнхеберг», з лютого 1945 — генерал-майор резерву. Бої на Одері, потім на підступах до східного Берліна. Бився зі своїми військами за Рудов, Темпельгоф, станцію Ангальт.
2 травня 1945 року генерал-майор Мумерт узятий у радянський полон. У січні 1950 року помер у полоні в таборі військовополонених поблизу міста Шуя.

## Нагороди
- Залізний хрест 2-го класу (1916)
- Військовий орден Святого Генріха, лицарський хрест (16 червня 1918)
- Орден Хреста Свободи 2-го класу з мечами (Фінляндія; 17 серпня 1918)
- Нагрудний знак «За поранення» в чорному
- Почесний хрест ветерана війни з мечами
- Медаль «За вислугу років у Вермахті» 4-го класу (4 роки)
- Медаль «У пам'ять 1 жовтня 1938»
- Почесний кут старих бійців (1939)
- Йольський свічник (1939)
- Застібка до Залізного хреста 2-го класу (11 травня 1940)
- Залізний хрест 1-го класу (7 липня 1940)
- Штурмовий піхотний знак в сріблі
- Нагрудний знак «За танкову атаку» в бронзі
- Нарукавний знак «За знищений танк»
- Медаль «За вислугу років у НСДАП» в бронзі (10 років)
- Німецький хрест в золоті (11 січня 1942)
- Почесна застібка на орденську стрічку для Сухопутних військ (4 травня 1942)
- Лицарський хрест Залізного хреста з дубовим листям
  - лицарський хрест (17 серпня 1942)
  - дубове листя (№429; 20 березня 1944)
  - мечі (№107; 23 жовтня 1944)
- Медаль «За зимову кампанію на Сході 1941/42»
- Нагрудний знак ближнього бою в бронзі
- Нагрудний знак «За поранення» в сріблі (20 серпня 1943)
- Відзначений у Вермахтберіхт (23 вересня 1944)
- Кільце «Мертва голова» (1 жовтня 1944)